# 1266 dans les croisades
- Mamelouks :     Az-Zâhir Rukn ad-Dîn Baybars al-Bunduqdari

Cette page regroupe les évènements concernant les Croisades qui sont survenus en 1266 :
- 25 juillet : prise de Çafed par Baybars[1].
- 24 août : Baybars écrase l'armée arménienne près d'Alexandrette et saccage Sis[1].
- 7 décembre : mort de Jean d'Ibelin, comte de Jaffa[2].